# Puilly-et-Charbeaux
Puilly-et-Charbeaux är en kommun i departementet Ardennes i regionen Grand Est (tidigare regionen Champagne-Ardenne) i nordöstra Frankrike. Kommunen ligger  i kantonen Carignan som ligger i arrondissementet Sedan. År 2022 hade Puilly-et-Charbeaux 218 invånare.

## Befolkningsutveckling
Antalet invånare i kommunen Puilly-et-Charbeaux
Referens: INSEE